# Quebrada Arenas (San Lorenzo)
Quebrada Arenas es un barrio ubicado en el municipio de San Lorenzo en el estado libre asociado de Puerto Rico. En el Censo de 2010 tenía una población de 2390 habitantes y una densidad poblacional de 87,78 personas por km².

## Geografía
Quebrada Arenas se encuentra ubicado en las coordenadas 18°6′40″N 65°57′29″O / 18.11111, -65.95806. Según la Oficina del Censo de los Estados Unidos, Quebrada Arenas tiene una superficie total de 27.23 km², de la cual 27.22 km² corresponden a tierra firme y (0.04%) 0.01 km² es agua.

## Demografía
Según el censo de 2010, había 2390 personas residiendo en Quebrada Arenas. La densidad de población era de 87,78 hab./km². De los 2390 habitantes, Quebrada Arenas estaba compuesto por el 71.17% blancos, el 8.91% eran afroamericanos, el 1.26% eran amerindios, el 9.37% eran de otras razas y el 9.29% pertenecían a dos o más razas. Del total de la población el 99.75% eran hispanos o latinos de cualquier raza.